# Hổ Môn

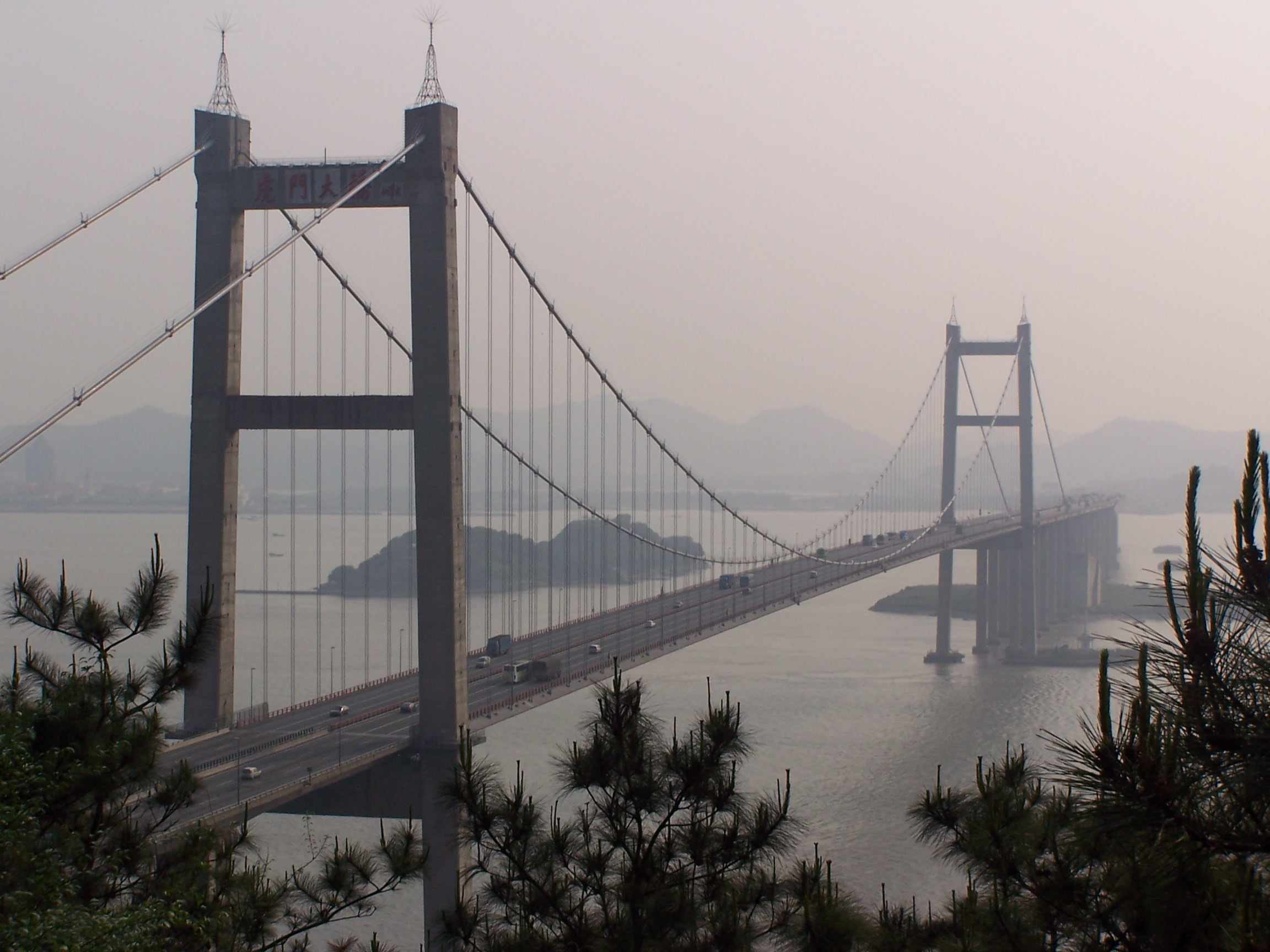
Cầu Hổ Môn

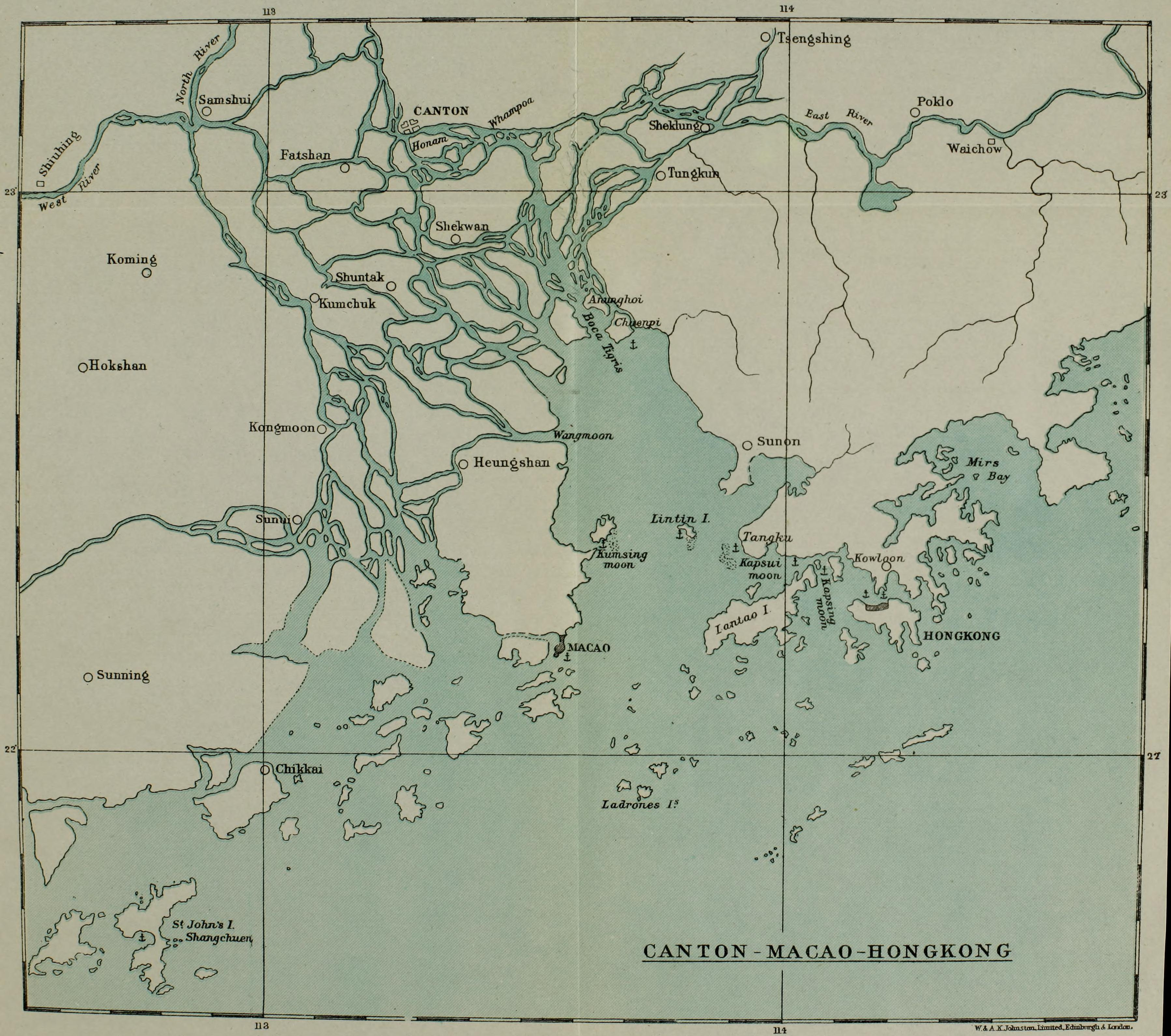
Bản đồ đồng bằng Châu Giang, trong đó có Hổ Môn

Hổ Môn (tiếng Hoa: 虎门; bính âm: Hǔmén, nghĩa là "cổng hổ") là một cửa sông hẹp thuộc đồng bằng Châu Giang, tỉnh Quảng Đông, Cộng hoà Nhân dân Trung Hoa. Đây là nơi dòng Châu Giang đổ vào Biển Đông. Người phương Tây thường biết đến Hổ Môn qua tên gọi xuất phát từ tiếng Bồ Đào Nha là Bocca Tigris (nghĩa là "miệng hổ") hay Bogue.
Do có vị trí chiến lược là cửa ngõ cho tàu thuyền vào Quảng Châu nên trong lịch sử nơi này từng được phòng thủ chặt chẽ. Một số trận đánh lớn trong Chiến tranh Nha phiến thứ nhất đã diễn ra tại đây.

## Địa lý
Cửa sông Hổ Môn được định hình bởi các đảo Xuyên Tì (穿鼻) và A Nương Hài (阿娘鞋, còn gọi là Uy Viễn, tức 威远) ở bờ đông và Đại Giác Đầu (大角头) ở bờ tây. Cầu Hổ Môn khánh thành năm 1997 đã giúp nối kết hai bờ lại với nhau.
- Bờ tây: quận Nam Sa thuộc thành phố Quảng Châu
- Bờ đông: trấn Hổ Môn thuộc thành phố Đông Hoản
- Các đảo Hoành Đương Thượng và Hạ (横档岛) ở giữa cửa sông.

## Công trình xây dựng
- Cầu Hổ Môn
- Một vài pháo đài thời Nhà Thanh, gồm:
  - Pháo đài Uy Viễn (威遠炮台) ở trấn Hổ Môn
  - Pháo đài Sa Giác (沙角炮台) ở trấn Hổ Môn
- Cảng vận tải hành khách Nam Sa (新南沙客运港) ở quận Nam Sa, cách cầu Hổ Môn 1,6 km về phía nam.